# Anistia
A anistia (português brasileiro) ou amnistia (português europeu) (do grego: ἀμνηστία, transl.: amnestía, esquecimento; pelo latim tardio amnestia) significa perdão, cancelamento ou renegociação de dívidas. Ou ainda: "Um perdão estendido pelo governo a um grupo ou classe de pessoas, geralmente por uma ofensa política; o ato de um poder soberano de perdoar oficialmente certas classes de pessoas que estão sujeitas a julgamento, mas ainda não foram condenadas".

## No Brasil

### Anistia tributária e previdenciária e anistia penal
A doutrina jurídica distingue duas espécies de anistia: a) anistia penal; b) anistia tributária e previdenciária, apesar de a Constituição Federal brasileira não estabelecer essa diferenciação e nem mesmo oferecer uma definição da anistia.
A Anistia tributária e previdenciária extingue infrações administrativas dos contribuintes, mas não abrange eventuais crimes ou contravenções (CF, art. 165, § 6º e art. 195, § 11; Código Tributário Nacional – CTN, arts. 180 a 182). Ela tem como objetivo diminuir a carga fiscal das empresas e é concedida mediante lei específica do órgão legislativo (federal, estadual ou municipal), que instituiu os respectivos tributos ou contribuições (CF, art. 150, § 6º).
Por sua vez, a anistia penal extingue a responsabilidade penal para determinados fatos criminosos. Consiste na decisão do Estado de não punir as pessoas já condenadas ou que podem vir a ser condenadas por certos atos praticados, que são tipificados penalmente.
Ela tem como consequências:
I) evitar a punição, para os casos em que já houve a condenação penal pelo tribunal;
II) extinguir o processo judicial, para os casos em que as pessoas sob julgamento não tenham sido ainda condenadas;
III) evitar que o processo seja instaurado, para os casos em que os indivíduos suspeitos da prática dos delitos ainda não foram processados.
A anistia se estende aos crimes conexos, não exclui a responsabilidade civil e o anistiado não pode ser considerado reincidente.
Em razão da anistia penal tornar inaplicável a norma primária ao caso a que ela se refere, extinguindo-se por completo a pena e seus efeitos, ela é irrevogável, uma vez que sua eventual revogação equivaleria à imposição retroativa de penalidades prejudicando o réu ou condenado.

### Anistia a crimes políticos no Brasil
Desde o período colonial, o amplo registro histórico de concessão de anistia pelos governos no Brasil explicita, como característica da história do país, uma tradição de repressão a revoltas sociais (armadas ou não), a parte de governos tradicionalmente conservadores.
Os anos 1970 foram marcados pela ampla participação social na luta pela anistia ampla, geral e irrestrita a todas as pessoas que, de diferentes formas (terrorismos, apoio logístico a guerrilheiros, comunistas, simpatizantes do comunismo e opositores), resistiram ou se rebelaram contra a ditadura militar brasileira ou que foram punidas com base em Atos Institucionais. Participaram do movimento pela anistia mulheres e homens, estudantes, intelectuais, religiosos, trabalhadores das fábricas e do campo, artistas, advogados, familiares e amigos de pessoas vítimas de perseguição por motivos políticos. Em 1979, foi publicada a Lei da Anistia.